# Hans von Boddien
Hans-Helmut von Boddien (ur. ?, zm. 29 listopada 1919) – niemiecki as myśliwski z czasów I wojny światowej z 5 potwierdzonymi zwycięstwami powietrznymi.
Hans-Helmut von Boddien służbę w dowodzonej przez Manfreda von Richthofena eskadrze Jasta 11, rozpoczął 24 czerwca 1917 roku. Pełnił głównie funkcję oficera administracyjnego jednostki. 29 stycznia 1918 roku został przeniesiony do Jasta 59 na stanowisko dowódcy eskadry. Latał na samolocie Fokker D.VII z godłem osobistym: czerwonym pasem wokół kadłuba umiejscowionym za miejscem pilota z białymi obwódkami oraz białymi literami B.
Pierwsze zwycięstwo powietrzne odniósł 23 marca w okolicy Morchies nad samolotem Airco DH.4. Ostatnie potwierdzone podwójne zwycięstwo odniósł 24 września. Zestrzelił wówczas DH.4 w okolicach Le Pave oraz Royal Aircraft Factory S.E.5 w okolicach Anneux. 
27 września został ranny w nogi w czasie walki powietrznej w okolicach Bouchain. Von Boddien szczęśliwie wylądował. Na miejscu dowódcy Jasta 59 zastąpił go Fritz Krafft. 
Po zakończeniu wojny walczył w Freikorps w  krajach nadbałtyckich w FA 424.  Zaginął w akcji 29 listopada 1919 roku.